# Marsjön (Rångedala socken, Västergötland)
Marsjön är en sjö i Borås kommun och Ulricehamns kommun i Västergötland och ingår i Viskans huvudavrinningsområde. Sjön har en area på 0,302 kvadratkilometer och ligger 169,9 meter över havet. Sjön avvattnas i söder av Viskan mot Öresjö.

## Delavrinningsområde
Marsjön ingår i det delavrinningsområde (641384-134100) som SMHI kallar för Utloppet av Marsjön. Medelhöjden är 185 meter över havet och ytan är 1,78 kvadratkilometer. Räknas de 8 avrinningsområdena uppströms in blir den ackumulerade arean 309,81 kvadratkilometer. Avrinningsområdets utflöde Viskan mynnar i havet. Avrinningsområdet består mestadels av skog (75 %). Avrinningsområdet har 0,29 kvadratkilometer vattenytor vilket ger det en sjöprocent på 16,3 %.

## Galleri

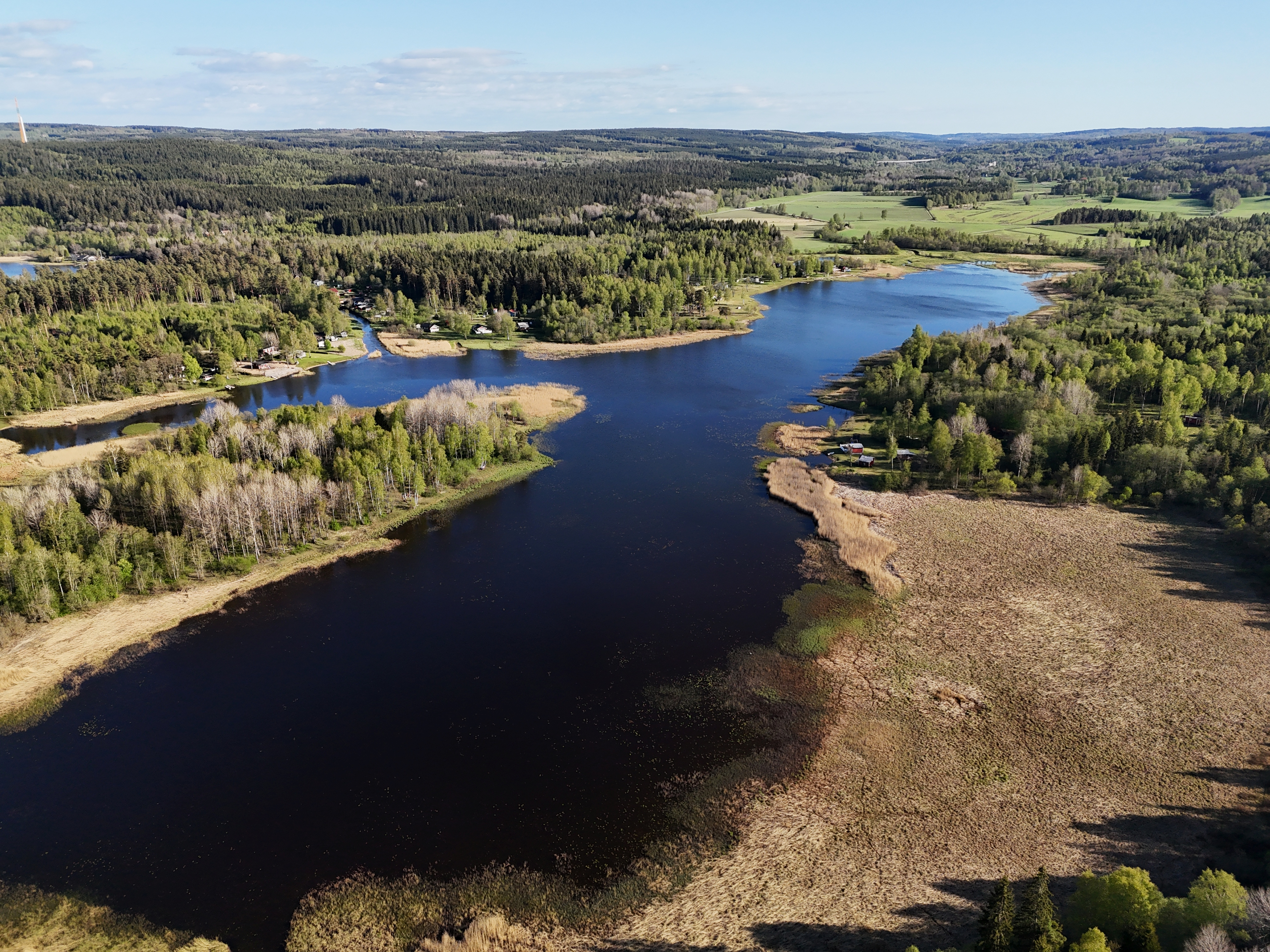
Norra halvan av Marsjön från norr i maj 2025.